# Поплар (Монтана)
Поплар (енгл. Poplar) град је у америчкој савезној држави Монтана.

## Демографија
По попису из 2010. године број становника је 810, што је 101 (-11,1%) становника мање него 2000. године.
| Група             | 2000.       | 2010.       |
| Белци             | 293 (32,2%) | 203 (25,1%) |
| Афроамериканци    | 1 (0,1%)    | 0 (0,0%)    |
| Азијати           | 7 (0,8%)    | 2 (0,2%)    |
| Хиспаноамериканци | 8 (0,9%)    | 5 (0,6%)    |
| Укупно            | 911         | 810         |